# Protium copal
Protium copal är en tvåhjärtbladig växtart som först beskrevs av Schltdl. & Cham., och fick sitt nu gällande namn av Engler. Protium copal ingår i släktet Protium och familjen Burseraceae. Inga underarter finns listade i Catalogue of Life.